# La Vie dissolue de Gérard Floque
Pour plus de détails, voir Fiche technique et Distribution.
La vie dissolue de Gérard Floque est une comédie française réalisée par Georges Lautner en 1986.

## Synopsis
La vie de Gérard Floque s'écroule en deux heures. Rentrant chez lui après avoir été renvoyé de son travail par son meilleur ami, il y trouve la police venue l'avertir que sa fille de douze ans est au poste pour trafic de drogue. En perquisitionnant son domicile, les policiers découvrent ensuite que la femme de Gérard a un amant. Celui-ci se réfugie chez une amie où il est poursuivi par sa belle-mère, psychologue pédante et excentrique qui le tient pour coupable des écarts de sa femme et de sa fille.

## Fiche technique
- Titre original : La vie dissolue de Gérard Floque
- Réalisateur : Georges Lautner
- Scénario : Christian Watton, Georges Lautner, Martin Lamotte, Christian Clavier, Jean-Jacques Tarbes
- Dialogues : Christian Clavier, Martin Lamotte, Christian Watton
- Producteurs : Alain Poiré et Norbert Saada
- Musique : Dailey News
- Directeur de la photographie : Yves Rodallec
- Année : 1986
- Durée : 84 minutes
- Genre : comédie
- Date de sortie : 14 janvier 1987

## Distribution
- Roland Giraud : Gérard Floque
- Clémentine Célarié : Cécile
- Jacqueline Maillan : Mamy
- Marie-Anne Chazel : Martine
- Gérard Rinaldi : Francis Clément
- Richard Taxy : le commissaire Lefront
- Michel Galabru : Jean-Étienne Nasal
- Mario David : le chauffeur de taxi
- Mathilda May : Pauline
- Christian Clavier : Édouard Dorval
- Jacques François : Gérard Domange, avocat
- Mireille Darc : Jocelyne Domange (non créditée)
- Maaike Jansen : Guislaine Maubec
- Jacques Ramade : Fulbert Maubec
- André Gaillard : un invité au défilé de couture (non crédité)
- Norbert Saada : l'ingénieur du son
- Jackie Sardou : la quémandeuse d'autographes
- Catherine Lachens : la psychologue d'entreprise
- Michel Peyrelon : Emilio, le majordome
- Dominique Besnehard : Cyril
- Henri Cogan : l'agressé
- Jean Luisi : le flic de l'accident
- Laurent Gendron : Maxime Nasal
- Mitsou : l'adjoint
- Josiane Pinson : la secrétaire
- Egon Kragel : un punk
- Bernard Rosselli : un punk
- Sonia Lasseaux : Jeanne
- Ingrid Lurienne : Marie

## Autour du film
- Il s'agit de la treizième et dernière fois que Georges Lautner dirige Mireille Darc. Le film marque également la dernière apparition au cinéma de la comédienne, qui n'a par la suite tourné que pour la télévision.
- Georges Lautner retrouve ici des membres du Splendid, Christian Clavier et Marie-Anne Chazel, avec qui il avait travaillé en 1977 pour On aura tout vu.